# Феликс дьо Божур
Луи Огюст Фери, по-късно Феликс дьо Божур (на френски: Louis-Auguste Féris, Félix de Beaujour), е френски дипломат, политик и историк.

## Биография
Роден е като Луи Огюст Фери на 28 декември 1765 година в Калас, департамент Вар, Франция. Учи в Екс ан Прованс, по-късно в Париж и започва дипломатическа кариера. Последователно е секретар на легациите в Мюнхен (1790) и Дрезден (1791).
През 1794 година става генерален консул в Солун, Османската империя. Като консул обикаля Южна Македония и оставя ценен пътепис за пътешествието си „Военно пътешествие в Османската империя или описание на нейните граници, нейните основни отбранителни дадености, както естествени, така и изкуствени“ (Voyage militaire dans l'Empire ottoman, ou Description de ses frontières et de ses principales défenses, soit naturelles, soit artificielles, 2 volumes, 1829).
През 1799 година става генерален консул в Швеция. През следващата 1800 година се връща във Франция и влиза в кръга на абат Сийес, който го прави член на Трибуната. Фери става последователно секретар и председател на Трибуната през 1803 г. След разпускането му заминава за Съединените щати, където от 1804 до 1811 година е консул във Вашингтон.
Връща се във Франция през 1814 година и през 1816 година Тайлеран го прави генерален консул в Смирна, Османската империя, а от 1817 година е френски генерален инспектор на Леванта. През 1818 година получава от крал Луи XVIII титлата барон и му дава името Феликс дьо Божур. След това става депутат от департамента Буш дьо Рон и става пер на Франция през 1835 година. През следващата 1836 година е избран за член на Френската академия. Основава награда на свое име за изнамиране на средство за предотвратяване или облекчаване на бедността, която се връчва за пръв път през 1832 година.
Умира на 1 юли 1836 година в Париж на 70-годишна възраст. Гробницата на Феликс дьо Божур в гробището Пер Лашез е най-високият гроб в Париж.

## Основни трудове
- Tableau du commerce de la Grèce, formé d'après une année moyenne, depuis 1787 jusqu'en 1797 (2 volumes, 1799) Текст Текст 2
- Du traité de Lunéville (1801)
- Du Paix d'Amiens|traité d'Amiens (1802)
- Aperçu des Etats-Unis, au commencement du XIXème siècle, depuis 1800 jusqu'en 1810, avec des tables statistiques  (1 volume, 1814)
- Théorie des gouvernements, ou Exposition simple de la manière dont on peut les organiser et les conserver dans l'état présent de la civilisation en Europe (2 volumes, 1823)
- Tableau des Révolutions de la France depuis la conquête des Francs jusqu'à l'établissement de la Charte, ou Examen critique des causes qui ont changé le Gouvernement français (1825)
- Voyage militaire dans l'Empire ottoman, ou Description de ses frontières et de ses principales défenses, soit naturelles, soit artificielles (2 volumes, 1829)
- De l'Expédition d'Annibal en Italie, et de la meilleure manière d'attaquer et de défendre la péninsule italienne, avec une carte (1832)